# Aemilia (судно, 1632)
Aemilia (Емілія) — голландський 46-гарматний (згодом збільшений до 57 гармат) вітрильний лінійний корабель. Флагман флоту адмірала Мартіна Тромпа під час вісімдесятилітньої війни. Побудований Яном Саломонсоном ван ден Темпелем для Адміралтейства Роттердама в 1632 році. Корабель був найбільшим голландським військовим кораблем свого часу.

## Служба
У 1635 році корабель служив флагманом віцеадмірала Вітте Корнелісона де Віта. У 1636 році Aemilia під керівництвом капітана Герріта Мейндерцона ден Уйла, несла вже 54 гармати і була флагманом лейтенанта-адмірала Філіпа ван Дорпа. У 1639 році переобладнане, несло 57 гармат, і під керівництвом капітана Барента Барентсона Крамера і став флагманом лейтенанта-адмірала Мартіна Тромпа. Aemilia брала участь у блокаді Дюнкерка 18 лютого 1639 року та в бою біля Бічі-Гед 17 вересня того ж року. У битві біля Даунса 21 жовтня 1639 року судно вело бої під особистим командуванням Тромпа.
У лютому 1643 року судно перевозило королеву Генрієтту Марію з Англії до Нідерландів і зазнало великих пошкоджень від шторму. Незабаром корабель продали Франції і його орендували торговці у Середземному морі. Aemilia була захоплена двома неназваними іспанськими військовими кораблями. У 1651 році корабель перевезли до Неаполя, де розібрали на матеріали.